# Brisa
Brisa - Autoestradas de Portugal SA è una società portoghese che opera nel settore dei trasporti, è gestore e concessionario di 15 autostrade nel Portogallo.